# 히가시무라야마시
히가시무라야마시(일본어: 東村山市)는 일본 도쿄도의 중북부에 있는 시이다. 하치코쿠야마 공원이 히가시무라야마에 있다.

## 역사
1889년 4월 1일에 시정촌 체계의 성립으로 몇 개의 촌이 합쳐져 히가시무라야마촌을 이루었다. 1942년 4월 1일에 히가시무라야마정이 되었고 1964년 4월 1일에 히가시무라야마시가 되었다.

## 지리
서쪽으로 히가시야마토시, 남쪽으로 고다이라시, 동쪽으로 기요세시, 히가시쿠루메시와 접하고 북쪽으로 사이타마현 도코로자와시와 접한다.

## 교통

### 철도
- 세이부 철도
  - 신주쿠선
  - 하이지마선
  - 고쿠분지선
  - 다마코선
  - 이케부쿠로선
  - 세이부엔선
  - 야마구치선
- 동일본 여객철도
  - 무사시노선

## 인구
| 연도 | 인구    | ±%      |
| ---- | ------- | ------- |
| 1920 | 7,798   | —       |
| 1930 | 9,462   | +21.3%  |
| 1940 | 11,402  | +20.5%  |
| 1950 | 17,993  | +57.8%  |
| 1960 | 46,946  | +160.9% |
| 1970 | 96,545  | +105.7% |
| 1980 | 119,363 | +23.6%  |
| 1990 | 134,002 | +12.3%  |
| 2000 | 142,290 | +6.2%   |
| 2010 | 153,557 | +7.9%   |
| 2020 | 151,815 | −1.1%   |

## 자매 도시
- 일본 니가타현 가시와자키시
- 미국 미주리주 인디펜던스
- 중화인민공화국 장쑤성 쑤저우시